# 슈바르츠실트 계량
일반 상대성 이론에서 슈바르츠실트 계량(Schwarzschild計量, 영어: Schwarzschild metric) 또는 슈바르츠실트 해(Schwarzschild解, 영어: Schwarzschild solution)는 구형 대칭이며 대전되거나 회전하지 않고, 정적인 질량 분포를 나타내는 아인슈타인 방정식의 해이다. 중심의 천체가 주변에 미치는 공간의 왜곡을 나타내므로, 일반 상대성 이론의 효과를 계산할 때 제일 근사치로서 천체 주위의 물체의 운동을 계산하는 등의 경우에 널리 응용된다. 이 계량으로 나타내어지는, 즉 회전하거나 대전되지 않는 블랙홀을 슈바르츠실트 블랙홀(영어: Schwarzschild black hole)이라고 한다.

## 정의
일반적으로, 털없음 정리에 따라, 블랙홀은 질량 · 각운동량 · 전하 · 자하만으로 결정된다. 슈바르츠실트 계량은 전하·자하가 0인 정적인, 점근적으로 민코프스키 공간에 존재하는 유일한 구면 대칭 해이며, 회전하거나 대전되어 있지 않는 구형 별을 나타낸다. 만약 별의 크기가 슈바르츠실트 계량보다 작다면 블랙홀이 된다.
편의상 광속을 {\displaystyle c=1}로 놓고, −+++… 계량 부호수를 사용하면 {\displaystyle d>3}차원 시공간에서 슈바르츠실트 계량은
{\displaystyle \mathrm {d} s^{2}=-\left(1-(r_{0}/r)^{d-3}\right)\mathrm {d} t^{2}+\left(1-(r_{0}/r)^{d-3}\right)^{-1}\mathrm {d} r^{2}+r^{2}\,\mathrm {d} \Omega _{d-2}^{2}}
이 된다.:11
여기서,
- {\displaystyle r_{0}}는 길이의 단위를 가지는, 사건 지평선의 위치를 나타내는 임의의 매개 변수이다.
- {\displaystyle d\Omega _{d-2}^{2}}는 반지름이 1인 {\displaystyle d-2}차원 초구 {\displaystyle S^{d-2}}의 부피 원소로, 예를 들어 4차원 {\displaystyle d=4}인 경우, 이는 다음과 같은 구면 좌표계 넓이의 원소이다.

{\displaystyle \mathrm {d} \Omega ^{2}=\mathrm {d} \theta ^{2}+\sin ^{2}\theta \mathrm {d} \phi ^{2}}
3차원 이하에서는 이와 같은 사건의 지평선을 갖는 슈바르츠실트 해가 존재하지 않는다. (다만 음의 우주 상수의 경우 BTZ 블랙홀이라는 해가 존재한다.)

## 성질

### 질량과 열역학
슈바르츠실트 계량의 ADM 질량 {\displaystyle M}은 다음과 같다.:11
{\displaystyle M={\frac {(d-2)\operatorname {vol} (S^{d-2})r_{0}^{d-3}}{16\pi G}}}
여기서 {\displaystyle G}는 {\displaystyle d}차원 중력 상수이며,
{\displaystyle \operatorname {vol} (S^{d-2})={\frac {(d-1)\pi ^{(d-1)/2}}{\Gamma ((d+1)/2)}}}
는 {\displaystyle d-2}차원 초구의 부피이다. 예를 들어, 4차원의 경우
{\displaystyle M=r_{0}/2G}
이다.
윅 회전을 통해 계산하면, 임의의 차원에서 슈바르츠실트 블랙홀의 온도는 다음과 같다.
{\displaystyle T={\frac {\hbar c}{4\pi k_{\text{B}}r_{0}}}}
다시 말해, 슈바르츠실트 블랙홀은 이 온도의 호킹 복사를 방출한다.
사건 지평선의 넓이가
{\displaystyle A=\operatorname {vol} (S^{d-2})r_{0}^{d-2}}
이므로, 슈바르츠실트 해의 엔트로피는
{\displaystyle S=A/4G}
이다.

### 인과 구조
슈바르츠실트 계량은 점근적으로 평탄하다. 즉, 원점에서 매우 멀리 떨어진 곳에서는 민코프스키 공간에 근접한다. 슈바르츠실트 계량은 {\displaystyle r=r_{0}}에서 사건 지평선을 갖는다. 이를 슈바르츠실트 반지름이라고 한다. 이 점에서 계량 텐서가 발산하는 것처럼 보이지만, 지평선은 사실 좌표 특이점에 불과하며, 다른 좌표계를 사용해 지평선 내부가 존재함을 보일 수 있다.

### 대칭
슈바르츠실트 계량은 {\displaystyle \operatorname {O} (d-1)\times \mathbb {R} } 대칭을 갖는다. 즉, 이는 {\displaystyle d-1}차원 공간의 회전에 대하여 불변이며, 또한 시간 변화에 대하여 불변이다. 즉, 이는 총 {\displaystyle (d-1)(d-2)/2+1}개의 킬링 벡터장에 해당한다.
버코프의 정리에 의하여, 진공이면서 구면 대칭을 갖는 아인슈타인 방정식의 해는 슈바르츠실트 계량 밖에 없다.

### 일반화
슈바르츠실트 블랙홀에 전하를 띠게 한 해는 라이스너-노르드스트룀 계량이다. 현실에서의 중력 붕괴 현상으로 형성되는 블랙홀은 회전하는 블랙홀이 될 것으로 여겨진다. 회전하는 블랙홀에 대한 해는 커 계량이, 거기에 더해 전하를 띠는 경우에는 커-뉴먼 계량이 유일한 해이다.

## 슈바르츠실트-더 시터르 계량
양의 우주 상수 {\displaystyle \Lambda =(d-1)(d-2)R^{-2}/2}를 가진, {\displaystyle d>3}차원의 더 시터르 공간에서, 구형 대칭의 정적 비대전 계량은 슈바르츠실트-더 시터르 계량(Schwarzschild-de Sitter計量, 영어: Schwarzschild–de Sitter metric)이라고 하고, 다음과 같다.
{\displaystyle \mathrm {d} s^{2}=-\left(1-(r_{0}/r)^{d-3}-r^{2}/R^{2}\right)\mathrm {d} t^{2}+\left(1-(r_{0}/r)^{d-3}-r^{2}/R^{2}\right)^{-1}dr^{2}+r^{2}\,\mathrm {d} \Omega _{d-2}^{2}}

### 질량과 열역학
슈바르츠실트-더 시터르 계량의 질량은 다음과 같다.
{\displaystyle M={\frac {(d-2)\operatorname {vol} (S^{d-2})r_{0}^{d-3}}{16\pi G}}}
이는 더 시터르 공간의 질량이 0이라고 가정한 것이다.

### 인과 구조
슈바르츠실트-더 시터르 계량은
{\displaystyle 1=(r_{0}/r)^{d-3}+r^{2}/R^{2}}
인 곳에서 킬링 지평선(킬링 벡터 {\displaystyle \partial /\partial t}가 영벡터가 되는 점)을 가진다. 이 식은 일반적으로 두 개의 해를 가지는데, 안쪽의 것은 블랙홀의 지평선, 바깥쪽의 것은 더 시터르 공간의 우주론적 지평선(영어: cosmological horizon)이다. 이 두 지평선은 일반적으로 서로 다른 온도를 가지며, 따라서 서로 다른 온도의 호킹 복사를 방출한다.

## 슈바르츠실트-반 더 시터르 계량
음의 우주 상수 {\displaystyle \Lambda =-(d-1)(d-2)R^{-2}/2}를 가진, {\displaystyle d>2}차원의 반 더 시터르 공간에서, 구형 대칭의 정적 비대전 계량은 슈바르츠실트-반 더 시터르 계량(Schwarzschild-反de Sitter計量, 영어: Schwarzschild–anti-de Sitter metric)이라고 하고, 다음과 같다.:56
{\displaystyle ds^{2}=-\left(1-(r_{0}/r)^{d-3}+r^{2}/R^{2}\right)dt^{2}+\left(1-(r_{0}/r)^{d-3}+r^{2}/R^{2}\right)^{-1}dr^{2}+r^{2}d\Omega _{d-2}^{2}}
우주 상수가 없는 경우와 달리, 이 경우 3차원에서도 블랙홀이 존재한다. 이를 BTZ 블랙홀이라고 한다.

### 질량과 열역학
슈바르츠실트-반 더 시터르 계량의 질량은 다음과 같다.
{\displaystyle M={\frac {(d-2)\operatorname {vol} (S^{d-2})r_{0}^{d-3}}{16\pi G}}}
이는 반 더 시터르 공간의 질량이 0이라고 가정한 것이다.
반 더 시터르 공간의 온도를 질량에 따른 함수 {\displaystyle T(M)}라고 하자. 이 함수는 어떤 {\displaystyle M_{0}}에 대하여, {\displaystyle M\leq M_{0}}인 경우 감소하지만 {\displaystyle M\geq M_{0}}인 경우 증가한다. 즉, 같은 온도를 가지지만 서로 다른 에너지를 가진 두 블랙홀이 존재하며, 블랙홀의 최저 온도 {\displaystyle T_{\text{min}}}가 존재한다. 이 온도에서 블랙홀은 1차 상전이를 겪는다. 이를 호킹-페이지 전이(영어: Hawking–Page transition)라고 하며, 스티븐 호킹과 돈 페이지(영어: Don Page)가 발견하였다. 이는 AdS/CFT 대응성을 통해, 대응하는 등각 장론의 상전이로 해석할 수 있다.

### 인과 구조
이 계량은
{\displaystyle 1-(r_{0}/r)^{d-3}+r^{2}/R^{2}=0}
이 되는 {\displaystyle r}에서 사건 지평선을 갖는다.

## 슈바르츠실트 막
{\displaystyle d}차원 민코프스키 공간에서, 여차원이 {\displaystyle n}인 슈바르츠실트 검은 막은 다음과 같다.
{\displaystyle \mathrm {d} s^{2}=-\left(1-(r_{0}/r)^{n}\right)\,\mathrm {d} t^{2}+\left(1-(r_{0}/r)^{n}\right)^{-1}\,dr^{2}+r^{2}\,\mathrm {d} \Omega _{n-1}^{2}+dx_{1}^{2}+\cdots +\mathrm {d} x_{d-n-1}^{2}}
이는 {\displaystyle n+1}차원 공간에서의 슈바르츠실트 계량과 {\displaystyle d-n-1}차원 유클리드 공간의 곱공간이며, 리치 곡률이 0인 두 다양체의 곱공간 역시 리치 곡률이 0이므로 이 또한 아인슈타인 방정식의 진공해를 이룬다.:§3.2 이 경우, 검은 막의 질량 밀도는 다음과 같다.
{\displaystyle \rho ={\frac {(n-1)\operatorname {vol} (S^{n-1})r_{0}^{n-2}}{16\pi G}}}
이 검은 막의 온도는 다음과 같다.
{\displaystyle T={\frac {\hbar c}{4\pi k_{\text{B}}r_{0}}}}
슈바르츠실트 검은 막은 {\displaystyle r=r_{0}}에서 사건 지평선을 갖는다.

## 역사
카를 슈바르츠실트가 1916년 1월에 제출한 8쪽의 짧은 논문에서 유도하였다. 제1차 세계 대전 당시 슈바르츠실트는 출병 전에 일반 상대성 이론을 접한 뒤, 전쟁터에서 계산에 힘써 이 해를 도출해냈다. 그는 그 연구 결과를 알베르트 아인슈타인에게 보내고 같은 해 5월에 전사했다.
자신이 발견한 해에 대하여 슈바르츠실트는 다음과 같이 평했다.
| “ | 간단한 꼴의 엄밀해를 유도하는 것은 항상 기분 좋은 일이다. Es ist immer angenehm, über strenge Lösungen einfacher Form zu verfügen. | ” |
|   | — :190 |   |

## 같이 보기
- 슈바르츠실트 해의 유도
- 일반 상대성 이론
- 아인슈타인 방정식
- 블랙홀
- 케플러의 행성운동법칙
- 커 블랙홀
- 호킹 복사
- 라이스너-노르드스트룀 계량
- 더 시터르 공간
- 크리스토펠 기호